# Сужа Медейрош, Умберто
Умберто Сужа Медейрош (порт. Humberto Sousa Medeiros; 6 октября 1915, Аррифеш, Азорские острова, Португалия — 17 сентября 1983, Бостон, США) — американский кардинал. Епископ Браунсвилла с 14 апреля 1966 по 8 сентября 1970. Архиепископ Бостона с 8 сентября 1970 по 17 сентября 1983. Кардинал-священник с титулом церкви Санта-Сусанна с 5 марта 1973.